# 부라크 외즈치비트
부라크 외즈치비트(튀르키예어: Burak Özçivit, 1984년 12월 24일 ~ )는 터키의 배우, 모델이다.

## 주요 출연 작품
- 영화 《무살라트》 (Musallat, 2007년) - 수아트(Suat) 역할
- 텔레비전 드라마 《퀴취크 슬라르》 (Küçük Sırlar, 2010년 ~ 2011년) - 체틴 아테숄루(Çetin Ateşoğlu) 역할
- 텔레비전 드라마 《무흐테솀 유즈이을》 (Muhteşem Yüzyıl, 2011년 ~ 2013년) - 말코촐루 발르 베이(Malkoçoğlu Balı Bey) 역할
- 텔레비전 드라마 《찰르쿠슈》 (Çalıkuşu, 2013년 ~ 2014년) - 캄란(Kamran) 역할
- 텔레비전 드라마 《카라 세브다》 (Kara Sevda, 2015년 ~ 2017년) - 케말 소이데레(Kemal Soydere) 역할